# Desnudo de mujer (Sorolla)
Desnudo de mujer, pintado en 1902, es un cuadro de Joaquín Sorolla. De amplias dimensiones, 106 x 186 cm, el óleo sobre lienzo se inscribe en su etapa de esplendor o culminación (1900-1910). No es el primer desnudo de Sorolla, que en 1887 había pintado Bacante en reposo durante su etapa italiana.

## Temática
La obra se inspira obviamente en la Venus del espejo velazqueña. Desnuda sobre una cama cubierta con un edredón de raso rosa fucsia, la modelo femenina, su esposa Clotilde, da la espalda al espectador. Las aguas que provoca la luz en la superficie del edredón convierten el rosa en color pastel o casi blanco a veces, no muy lejos de sus colores luministas. A los pies de la modelo y reliadas con las extremidades, aparecen unas sábanas blancas de encaje.

## Colección
El cuadro perteneció a la colección privada del pintor y permaneció en Madrid desde el año 1902, colección luego convertida en Museo Sorolla desde 1932. Más adelante, el cuadro fue vendido por la familia a un coleccionista privado.